# Sede Rai di Bologna
La Sede Rai di Bologna è il centro di produzione radiotelevisiva regionale della Rai nell'Emilia-Romagna.

## Storia
La sede Rai di Bologna fu costruita nel 1986.

## Direzione
Direttore dell'intera sede regionale Rai di Bologna per il 2016 è Luca Gianferrari.

## Televisione

### Programmi
- Buongiorno Regione
- Il Settimanale
- TG Regione
- TGR Meteo (14:20 e 19:55). Il territorio regionale è suddiviso in zone climatiche: Appennino Emiliano (comprendente Bettola, Ostia Parmense, Busana e Fanano), la Pianura Padana Emiliana (comprendente Piacenza, Parma, Reggio Emilia e Modena) e la Bassa Pianura Padana e Appennino Romagnolo (comprendente Bologna, Forlì, Rimini e Ferrara).
- Basket Regione